# Lastovo (stad)
Lastovo (italienska: Lagosta, tyska: Augusta) är en stad, kommun och turistort på ön Lastovo i Kroatien. Kommunen Lastovo omfattar hela ön och har 792 invånare (2011) varav 344 invånare bor i tätorten och tillika öns centralort Lastovo.

## Historia
Staden delar i stora drag samma historia som ön. Lämningar efter illyrer, greker och romare har hittats i staden och dess omgivningar. Under det första årtusendet e.Kr. styrdes staden av romarna. Efter det Västromerska rikets fall 476 tillföll staden det Bysantinska riket. Under 600-talet anlände slaverna till ön. 1252-1808 kontrollerades staden av republiken Dubrovnik som periodvis trätte med Venedig över herraväldet. I samband med republiken Dubrovniks upplösning 1808 ockuperades staden kortvarigt av franska styrkor. 1813-1815 ockuperades staden av brittiska styrkor men tillföll sedan Österrike som behöll herraväldet över staden fram till första världskrigets slut och Österrike-Ungerns upplösning då Lastovo tillföll italienarna. Den italienska ockupationen varade till den 8 september 1943 då det fascistiska Italien kapitulerade och staden integrerades med Kroatien och därmed Jugoslavien.

## Arkitektur och stadsbild
Vid det stora torget ligger en kyrka från 1300-talet samt en loggia som uppfördes på 1500-talet. I utkanten av staden ligger Sankt Blasius kyrka (Crkva Svetog Blaha) från 1100-talet. Vid stadens kyrkogård ligger oratoriet Vår fru av fältet (Gospa od polja). I övre delen av staden finns en fästning som fransmännen uppförde 1819 på en plats där det tidigare låg en borg som 1606 förstördes av republiken Dubrovnik.

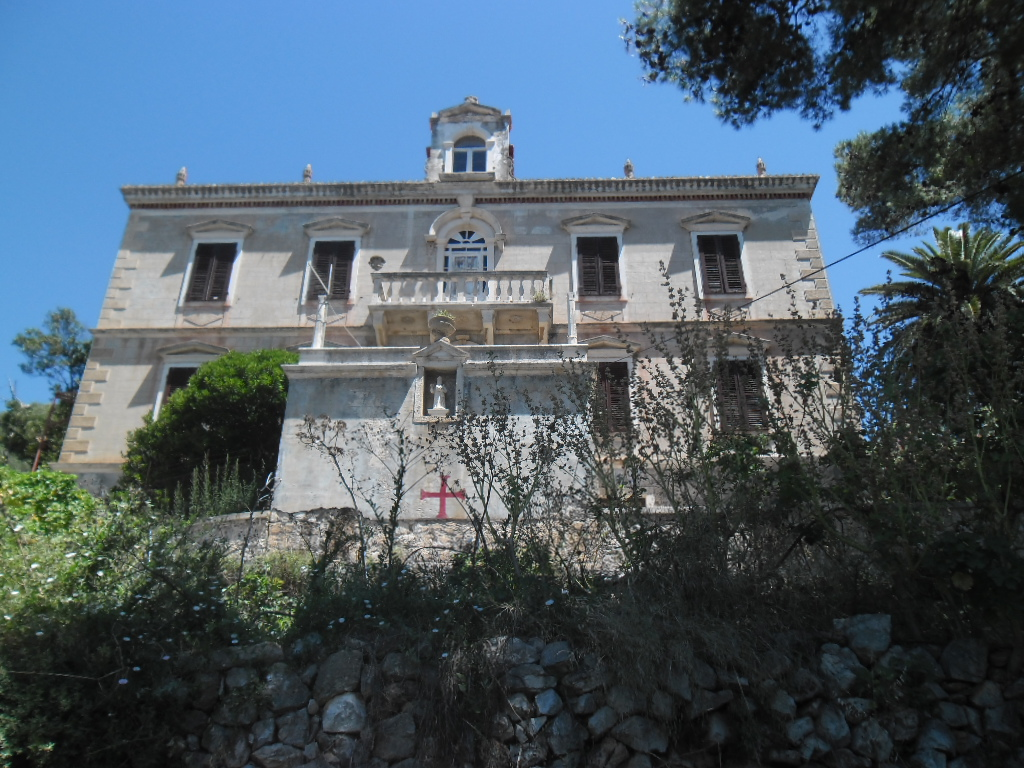
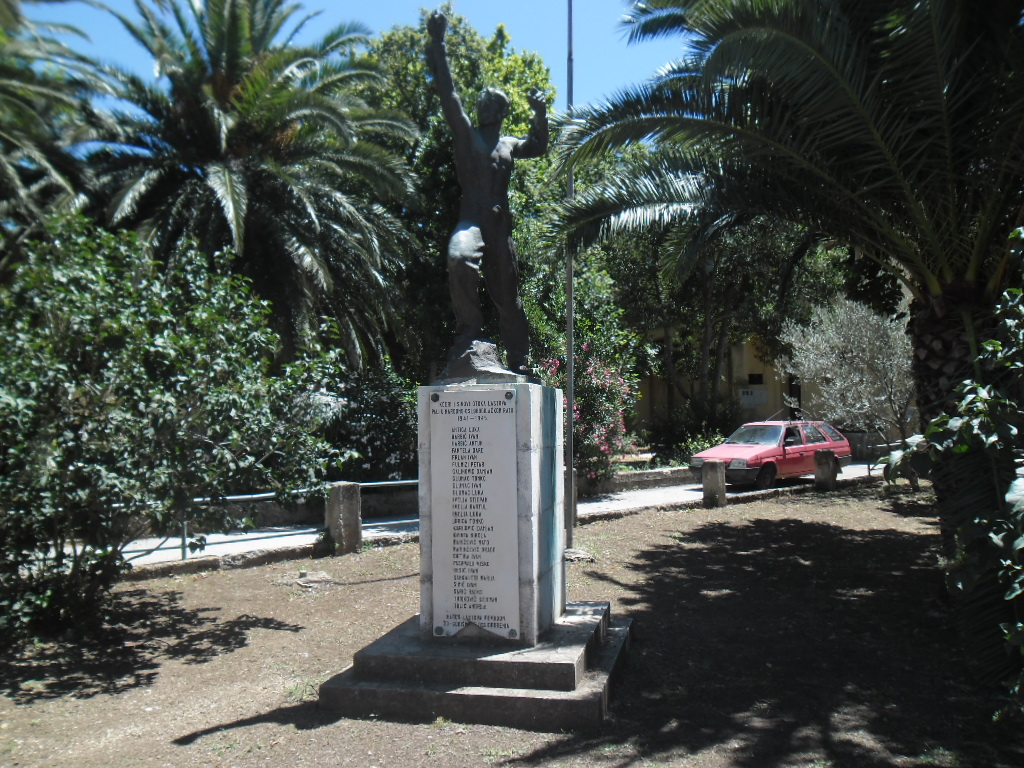
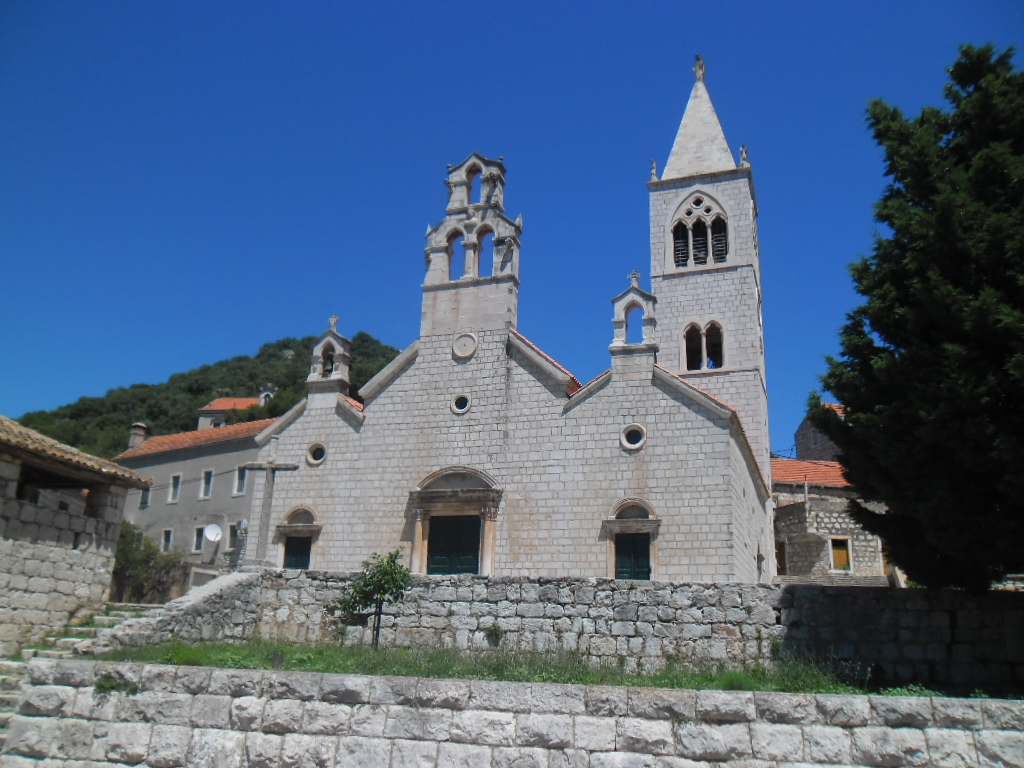
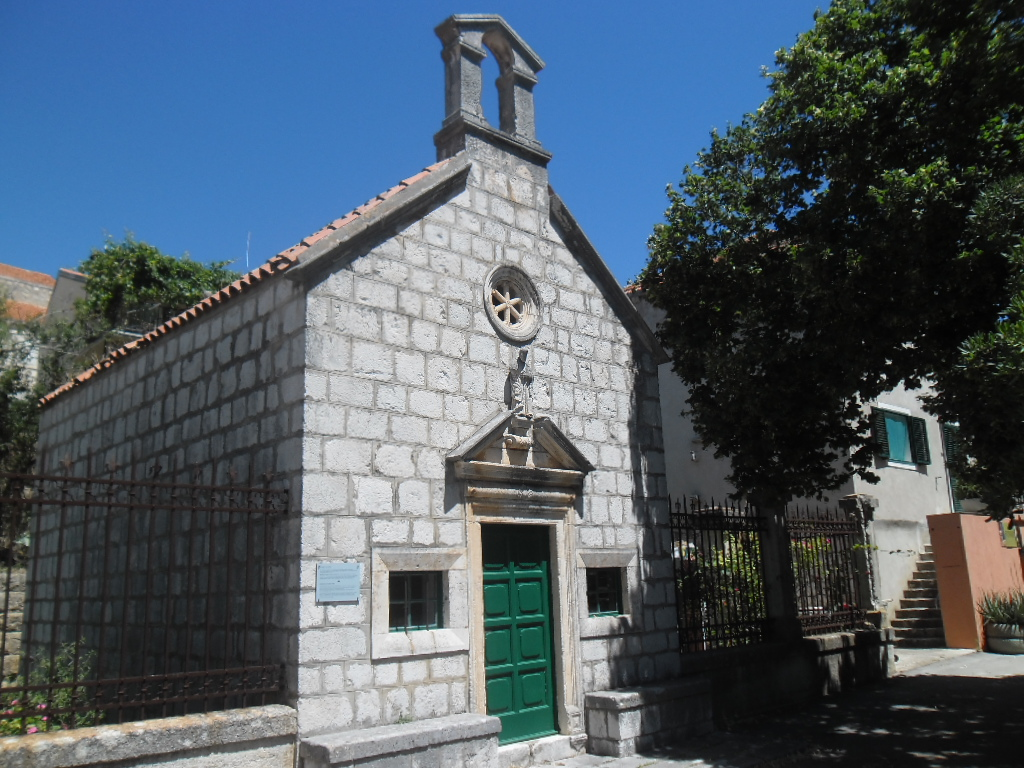
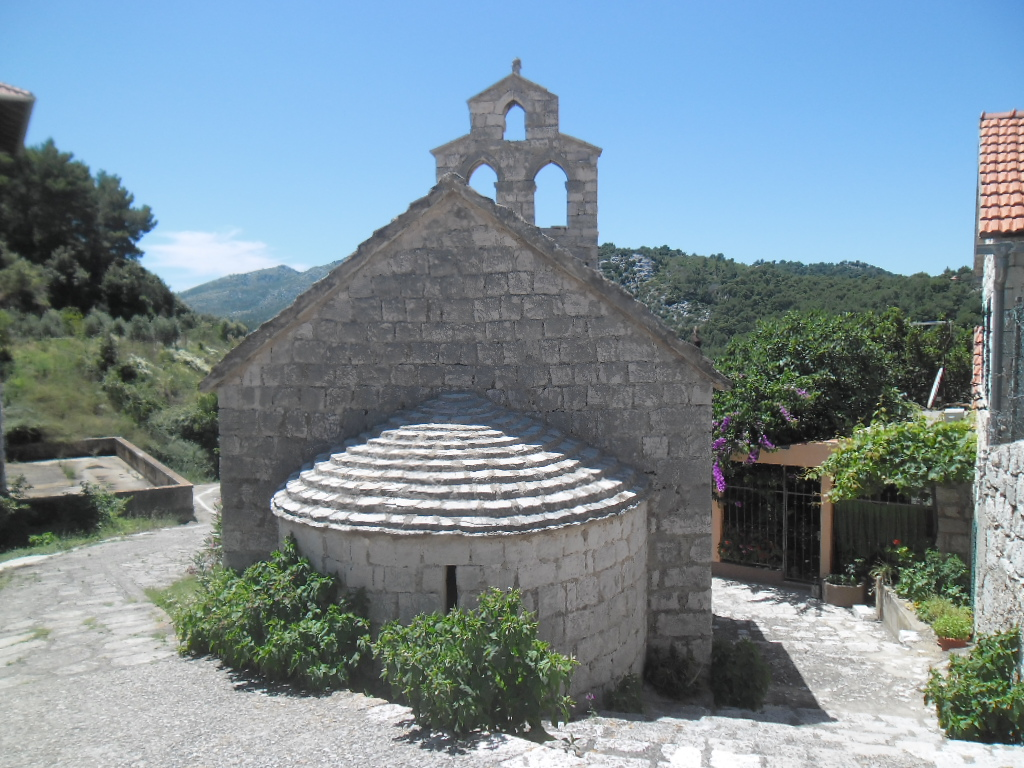
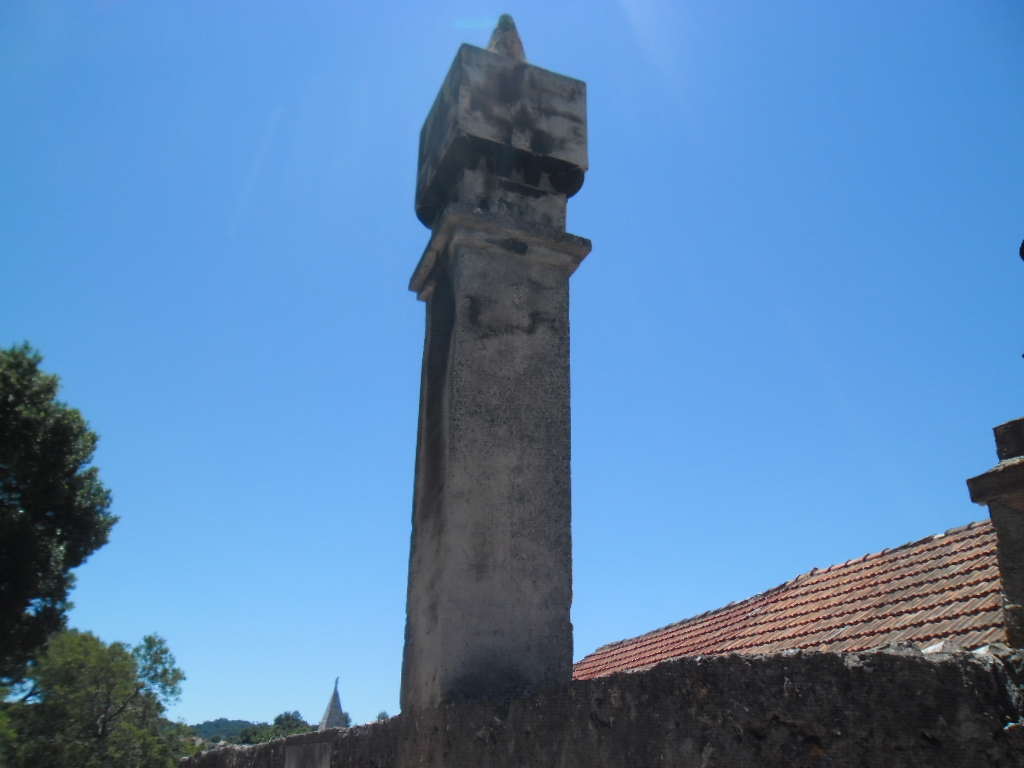